# Масачусетс
Масачусетс (енгл. Massachusetts), званично Комонвелт Масачусетса (енгл. Commonwealth of Massachusetts), држава је која се налази у североисточном делу САД, у региону Нова Енглеска.  По површини је седма најмања држава, али је по броју становника на четрнаестом, а по густини насељености на трећем месту од 50 држава. У држави се налазе два одвојена метрополитанска подручја, Велики Бостон и Спрингфилд. Око 2/3 становништва живи у подручју Великог Бостона. Масачусетс је на првом месту по броју становника од шест држава Нове Енглеске, а по Бруто домаћем производу по глави становника је на шестом месту у САД.
Масачусетс је имао значајну улогу у историји САД. Путници брода Мејфлауер (енгл. Mayflower) основали су 1620. на подручју данашњег Плимута једну од првих енглеских колонија у Северној Америци. Најстарија високошколска установа у САД, Универзитет Харвард, основан је 1636. Суђења вештицама из Сејлема, која су се десила 1692. у Сејлему и околним градовима, један су од најзлогласнијих случајева масовне хистерије у америчкој историји. У 18. веку, протестантско Прво велико буђење је почело са проповедаонице свештеника Џонатана Едвардса у Нортемптону. Крајем 18. века, Бостон је био познат као „Колевка слободе“, због агитације која је довела до Америчке револуције и независности Сједињених Америчких Држава од Велике Британије. Генерал Хенри Нокс је 1777. основао Оружарницу Спрингфилд, која је током индустријске револуције катализовала многа важна технолошка достигнућа. Устанак фармера западног Масачусетса из 1786, познат као Шејсова побуна, довео је до одржавања Уставне конвенције, на којој је проглашен Устав САД. Пре Америчког грађанског рата, Масачусетс је био центар трансцендентализма и аболиционистичког покрета. Колеџ Монт Холиоке, први колеџ за жене у САД, отворен је 1837. у граду Саут Хадли, у долини реке Конектикат. Крајем 19. века, у западном Масачусетсу, у градовима Спрингфилд и Холјок, настали су олимпијски спортови кошарка и одбојка. Масачусетс је 2004. постао прва држава која је законски признала истополне бракове, након пресуде Врховног суда. Многи истакнути амерички политичари су пореклом из Масачусетса, укључујући и чланове породица Адамс и Кенеди.
Првобитно зависан од риболова, пољопривреде и трговине, Масачусетс је за време индустријске револуције постао индустријски центар. Током 20. века, сектор услуга постаје најважнија привредна грана и преузима примат над сектором производње.

## Име
Према једној теорији Колонија Масачусетског залива је добила име по племену Масачусет (енгл. Massachusett), чије је име састављено од речи „mass adchu s et“, где „mass“ значи „велико“, „adchu“ значи „брдо“, „s“ је деминутивни суфикс и значи „мало“, док је „et“ ознака за место. Ово се преводи као „у близини великог брда“, „од плавих брда“, или „у распону брда“, а односи се на Плава брда, односно на Велико плаво брдо, које се налази између Милтона и Кантона. Према другој теорији, име „Масачусет“ долази од речи „Мосветусет“ (енгл. Moswetuset), односно од назива места Мосветусет хумок (што значи „брдо у облику стрелице“) у Квинсију, где су се 1621. састали командант Колоније Плимут Мајлс Стендиш, и поглавица староседелачког народа, Чикатавбут.
Званично име државе је „Комонвелт Масачусетса“. Често је колоквијално називају само „Комонвелт“. Реч „комонвелт“, иако је део званичног имена државе, нема никакве практичне импликације. Масачусетс има исти положај и овлашћења као и друге државе САД.

## Географија

### Положај
Масачусетс се налази у североисточном делу САД, у региону Нова Енглеска. Простире се од Апалачких планина на западу до пешчаних плажа и стеновитих обала на истоку. Граничи се са Роуд Ајландом и Конектикатом на југу, Њујорком на западу, и Вермонтом и Њу Хемпширом на северу, док на истоку излази на Атлантски океан. Протеже се правцем запад—исток између 69° 57’ и 73° 30’ западне географске дужине. Распон између најзападније и најисточније тачке износи око 306 km (190 миља). Правцем југ—север протеже се између 41° 10’ и 42° 53’ северне географске ширине. Распон између најјужније и најсеверније тачке износи око 80 km (50 миља).

### Рељеф
Надимак Масачусетса је „заливска држава“, због неколико великих залива који обликују њену обалу. На истоку су то Масачусетски залив и Залив Кејп Код, а на југу Залив Базардс. На југоистоку државе налази се велико полуострво у облику руке, Кејп Код. Острва Мартас Винјард и Нантакет налазе се јужно од Кејп Кода.
Цела територија државе је била покривена ледом током Висконсинског глацијала, који је обликовао данашњи пејзаж. Већи део државе остаје покривен облицима рељефа који су настали глацијалним процесом, као што су глацијална језера, друмлини, ескери и морене. Осим неколико алувијалних плавних подручја, земљиште је стеновито, кисело, и не веома плодно.
Запад државе налази се на већој надморској висини, која се повећава идући са југа према северу. Планине Таконик, које су део Апалачког система, простиру се дуж западне границе са Њујорком, а укључују врх Маунт Еверет, на југозападном углу државе, који је висок 800 метара, и Маунт Грејлок, на северозападном углу, који је висок 1.064 метра и који је уједно и највиши врх Масачусетса. Долине река Хусик и Хусатоник раздвајају Таконик планине од Беркшира, широког појаса стрмих валовитих брда која представљају јужно проширење Зелених планина Вермонта. Ова брда се простиру према југу све до границе са Конектикатом.
Између Беркшира и остатка државе лежи долина реке Конектикат, позната као Долина Пионир. Ова древна рифтна долина настала је у мезозоику када су се Северна и Јужна Америка одвојиле од Европе и Африке. Пронађени отисци стопала диносаура у близини Маунт Тома сведоче о том времену, док гребенски низ састављен од базалтних и седиментних стена (познат као Гребен Метакомет), а који укључује Маунт Тоби, Маунт Холиок и Маунт Том, илуструје снагу тектонских процеса. Нешто више од сто милиона година касније, на крају епохе плеистоцена, повлачећи глечери су оставили морене које су преграђивањем реке Конектикат створиле језеро Хичкок. Када је река пробила препреку коју су направиле морене, језеро је нестало, али је на том месту остало плодно земљиште због наслага муља које су остале након повлачења воде.
Источно од ове долине је област валовитих брда, прошарана језерима и испресецана потоцима који теку према реци Конектикат на западу или према рекама Меримек, Квинебауг, Блекстоун, Чарлс или некој краћој приморској реци на истоку. У тим брдима источно од долине Пионир, налази се и граница између слива реке Конектикат и сливова река на истоку. Ова граница пролази кроз централни Масачусетс, где се налази врх Моунт Вахусет, који је са 611 метара највиша тачка у држави источно од реке Конектикат.
Идући према обали, брда постепено нестају, а пејзаж постаје благо валовит. На 50 km од обале, не постоји много брда која прелазе 100 метара надморске висине. У близини обале, мочваре и баре се смењују са ниским брежуљцима. Међутим, Плава брда, јужно од Бостона, уздижу се изнад околног пејзажа. Име државе вероватно потиче од назива који су припадници племена Масачусет користили за највишу тачку у овој области, Велико плаво брдо, које је високо 194 метра.
Обала Масачусетса је испресецана заливима и ушћима који су раздвојени уским ртовима. Највећи рт државе је полуострво Кејп Код. Његова окосница је формирана од глацијалних морена, али је већи део његове обале обликован наносима приморског песка, што је резултовало настанком пешчаних плажа. Јужно од Кејп Кода, глацијалне морене се уздижу изнад површине океана и формирају највећа острва Масачусетса: Мартас Винјард, Нантакет, Острва Елизабет, и острво Мономој.

### Клима
Масачусетс има сличну климу као и остале државе Нове Енглеске, а посебно Конектикат и Роуд Ајланд. Клима је умереноконтинентална, са топлим летима и хладним, снежним зимама. Масачусетс прима око 1.016 mm падавина годишње, углавном равномерно распоређених током целе године, с тим да зими буде мало више падавина у односу на лето. Лета су топла са просечном температуром у јулу изнад 26,7 °C, а преко ноћи око 15,5 °C широм државе. Зиме су хладне, али су у приобалним областима генерално мање екстремне, са температурама изнад смрзавања, чак и у јануару, мада су области у унутрашњости много хладније. Понекад се ипак јављају екстремне температуре, лети изнад 32,2 °C и зими испод -17,8 °C. Током пролећа, време је углавном кишовито и облачно.
Масачусетс, с времена на време, погађају у екстремне временске појаве, пре свега олује познате као nor'easter, затим урагани, и врло ретко торнада. Најснажнији торнадо погодио је Масачусетс 9. јуна 1953, када су живот изгубиле 94 особе. Најразорнији ураган је био онај из 1938, када су погинуле 682 особе, оштећено или уништено 57.000 кућа, а укупна штета процењена је на 4,7 милијарди долара.

### Хидрографија
Укупна дужина река у Масачусетсу износи више од 6.400 km. Најдуже реке су Конектикат (најдужа река Нове Енглеске), Меримек на североистоку, Хаусатоник на западу и друге.
На територији Масачусетса се налази више од 1.000 малих језера. Језеро Асавомпсет је највеће природно језеро. Језеро је извор воде за пиће за град Њу Бедфорд, највећи град у југоисточном Масачусетсу. Највеће вештачко језеро је Резервоар Квабин, са површином од 99,9 km², из кога се водом за пиће снабдева Бостон и 40 других места у метрополитанском подручју Великог Бостона.

## Демографија
| 1900.     | 1910.     | 1920.     | 1930.     | 1940.     | 1950.     | 1960.     | 1970.     | 1980.     | 1990.     | 2000.     | 2010.     |
| --------- | --------- | --------- | --------- | --------- | --------- | --------- | --------- | --------- | --------- | --------- | --------- |
| 2.805.346 | 3.366.416 | 3.852.356 | 4.249.614 | 4.316.721 | 4.690.514 | 5.148.578 | 5.689.170 | 5.737.037 | 6.016.425 | 6.349.097 | 6.547.629 |

### Највећи градови
| Бостон Вустер | 1.  | Бостон     | 617.594 | Спрингфилд Лоуел |
| Бостон Вустер | 2.  | Вустер     | 181.045 | Спрингфилд Лоуел |
| Бостон Вустер | 3.  | Спрингфилд | 153.060 | Спрингфилд Лоуел |
| Бостон Вустер | 4.  | Лоуел      | 106.519 | Спрингфилд Лоуел |
| Бостон Вустер | 5.  | Кембриџ    | 105.162 | Спрингфилд Лоуел |
| Бостон Вустер | 6.  | Њу Бедфорд | 95.072  | Спрингфилд Лоуел |
| Бостон Вустер | 7.  | Броктон    | 93.810  | Спрингфилд Лоуел |
| Бостон Вустер | 8.  | Квинси     | 92.271  | Спрингфилд Лоуел |
| Бостон Вустер | 9.  | Лин        | 90.329  | Спрингфилд Лоуел |
| Бостон Вустер | 10. | Фол Ривер  | 88.857  | Спрингфилд Лоуел |